# دانشگاه آمریکایی علوم انسانی تفلیس

دانشگاه آمریکایی علوم انسانی پردیزه تفلیس (به انگلیسی: American University for Humanities Tbilisi Campus)
امریکن یونیورسیتی فر هیومنیتیز تبیلیسی کامپوس تیچینگ یونیورسیتی Tbilisi Campus Teaching University - American University for Humanities یکی از دانشگاه معتبر گرجستان است که از سوی وزارت علوم و آموزش این کشور اجازه یافته است همگی دروس را به زبان انگلیسی تدریس کند. مدرک این دانشگاه تاید شده توسط وزارت علوم گرجستان و آمریکا می باشد .
فزون بر مدرک آمریکایی , همگی فرهیختگان دوره های لیسانس و فوق لیسانس از پردیزه تفلیس مدرک معتبر مورد تایید وزارت علوم و آموزش گرجستان را نیز دریافت میکنند یا به گفته دیگر ، فرهیختگان این پردیزه همزمان ۲ مدرک معتبر دریافت میدارند.

## منبع
- مشارکت‌کنندگان ویکی‌پدیا. «List of universities in Georgia (country)». در دانشنامهٔ ویکی‌پدیای انگلیسی، بازبینی‌شده در ۲۰ مارس ۲۰۱۴.

## تارنماها
- https://web.archive.org/web/20140327145108/http://www.auhtc.edu/
- https://web.archive.org/web/20191022030817/http://auh.edu/